# Rokometno društvo Rudar
Rokometno društvo Rudar je slovensko rokometno društvo iz Trbovelj. Članska ekipa trenutno nastopa v drugi slovenski ligi imenovani 1.b liga.

## Zgodovina
Začetki kluba segajo v leto 1952, ko sta moška in ženska sekcija tekmovali v velikem rokometu. Prvi uspeh je prišel v sezoni 1955/56, ko so ženske postale državne prvakinje. Leto kasneje je to uspelo tudi moškim. Leta 1958 se je pri Rudarju začel igrati rokomet, kakršnega poznamo še danes, in tudi v njem so bili Trboveljčani v državnem vrhu, saj so v sezoni 1963/1964 osvojili naslov državnega prvaka in se uvrstili v zvezno ligo, v kateri so se obdržali tri sezone. Po krizi, ki je trajala skoraj 20 let, se je Rudar v prvo republiško ligo vrnil leta 1984 in se v sezoni 1990/1991 v zgodovino zapisal kot zadnji republiški prvak Slovenije.
V samostojni Sloveniji je Rudar v prvi ligi igral od leta 1991 do 1997 in od 1999 do danes. Vmes je igral v drugi ligi. Dvakrat je nastopil v Pokalu EHF, leta 1995 je izpadel proti TV Grosswallstadtu, leta 2003 pa proti RK Preventu. Najvišja uvrstitev v slovenskem prvenstvu: 4. mesto v sezoni 1994/95.
Najbolj znani igralci, ki so izšli iz Rudarjeve rokometne šole so: Ivo Jekoš, Jani Čop, Rok Teržan, Primož Prošt, Danijel Dobravc...